# Thiệp, Hoàng Sơn

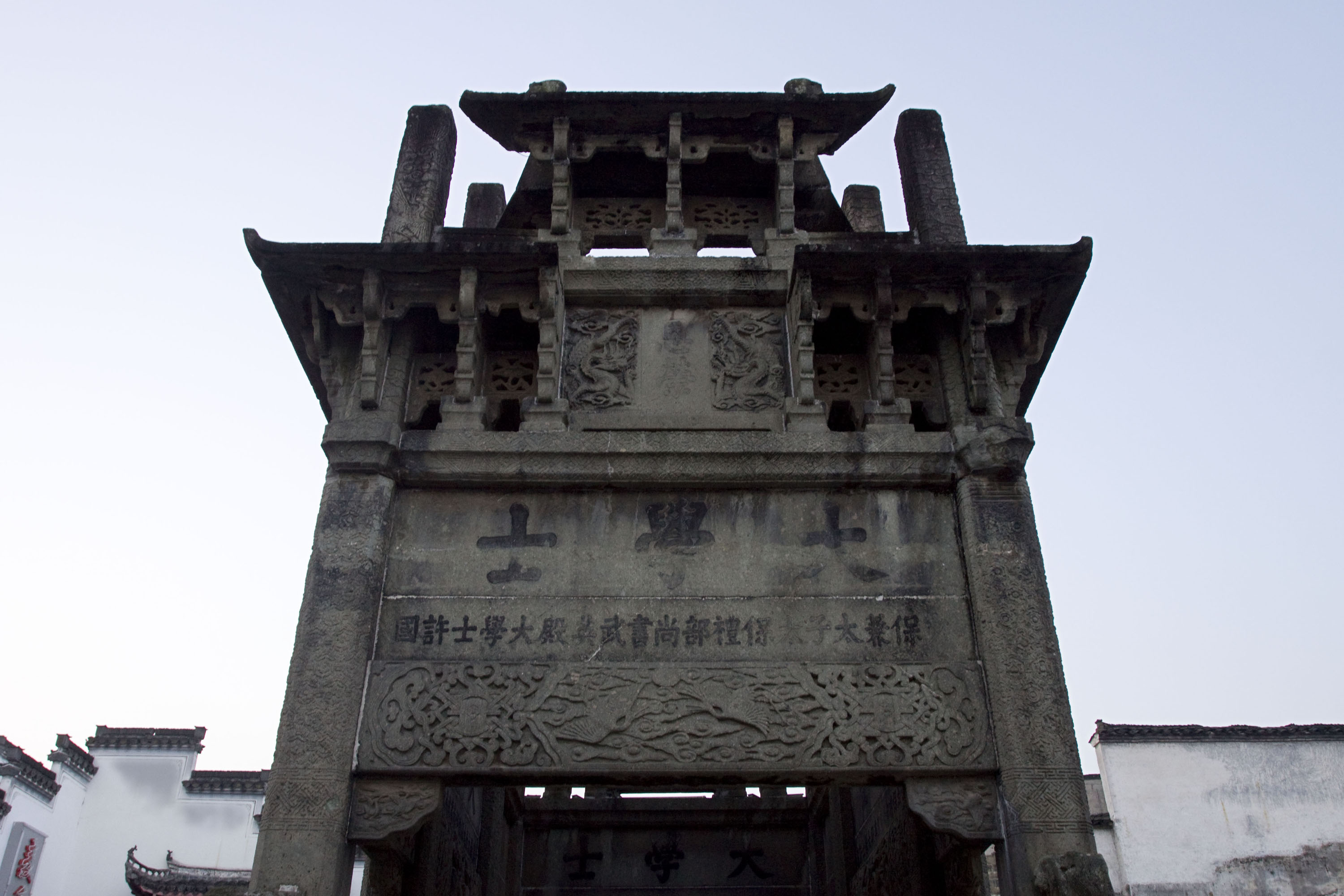
Huyện Thiệp

Huyện Thiệp (dịch huyện Hấp là sai) (chữ Hán giản thể: 歙县, âm Hán Việt: Thiệp huyện, Pinyin: She xian) là một huyện của địa cấp thị Hoàng Sơn, tỉnh An Huy, Cộng hòa Nhân dân Trung Hoa. Huyện này có diện tích 2236 km², dân số năm 2002 là 500.000 người. Mã số bưu chính của huyện Hấp là 245200, mã vùng điện thoại là 0559. Về mặt hành chính, huyện này được chia thành 13 trấn, 15 hương. 
- Trấn: Huy Thành, Hứa Thôn, Thâm Độ, Khê Đầu, Xoá Khẩu, Hà Hàng, Bắc Ngạn, Nhai Khẩu, Quế Lâm, Phú 堨, Trịnh Thôn, Vương Thôn, Kỷ Tử Lý.
- Hương: Hàng Khẩu, Kim Xuyên, Xương Khê, Tam Dương, Trường Cai, Tiểu Khê, Hùng Thôn, Thượng Phong, Vũ Dương, Lâm Thôn, Thạch Môn, Hoàng Điền, Thiệu Liêm, Sư Thạch, Tân Khê Khẩu.